# Cacatua ophthalmica
Il cacatua occhiazzurri (Cacatua ophthalmica) è un uccello della famiglia dei Cacatuidi, endemico di Papua Nuova Guinea.